# Villes-sur-Auzon
Villes-sur-Auzon est une commune française située dans le département de Vaucluse, en région Provence-Alpes-Côte d'Azur.

## Géographie

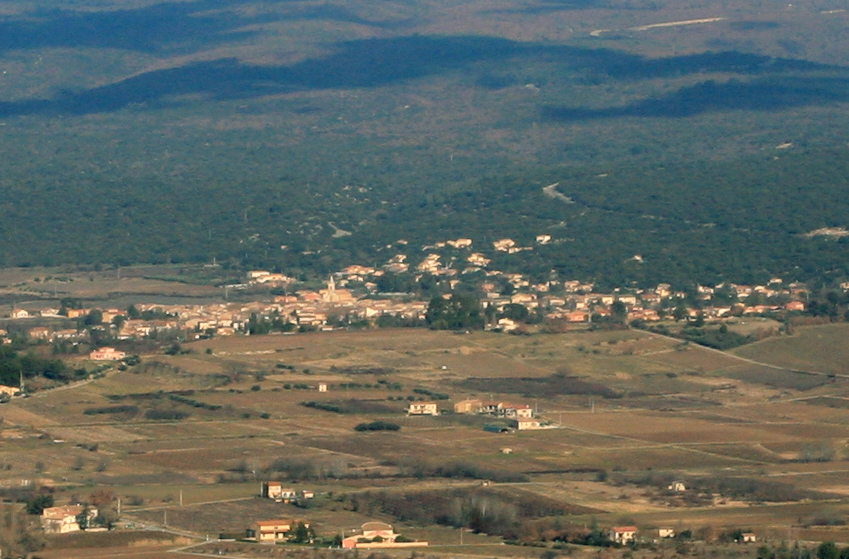
Villes-sur-Auzon depuis le village voisin de Blauvac.

Le village est situé au sud-est et au pied du mont Ventoux. Par sa position géographique, il est aussi proche des gorges de la Nesque.
|           | Flassan          |         |
| Mormoiron | Villes-sur-Auzon | Monieux |
|           | Blauvac          |         |

### Accès
À 20 km de Carpentras et 40 km d'Avignon, la route départementale 942 traverse la commune, venant de Mazan et montant vers les gorges de la Nesque. L'autoroute la plus proche est l'autoroute A7 et la gare TGV celle d'Avignon.

### Relief
Le territoire à l'ouest du bourg fait partie de la plaine du comtat, terre relativement cultivée, alors que le territoire à l'est du bourg fait partie des contreforts des monts de Vaucluse, terres de bois et de garrigues.

### Sismicité
Hormis les cantons de Bonnieux, Apt, Cadenet, Cavaillon et Pertuis classés en zone de risque faible, tous les autres cantons du département, dont celui de Pernes-les-Fontaines auquel appartient la commune, sont classés en zone de risque très faible (Ia). Ce zonage correspond à une sismicité ne se traduisant qu'exceptionnellement par la destruction de bâtiments.

### Climat
Pour des articles plus généraux, voir Climat de Provence-Alpes-Côte d'Azur et Climat de Vaucluse.
En 2010, le climat de la commune est de type climat méditerranéen franc, selon une étude du Centre national de la recherche scientifique s'appuyant sur une série de données couvrant la période 1971-2000. En 2020, Météo-France publie une typologie des climats de la France métropolitaine dans laquelle la commune est dans une zone de transition entre le climat de montagne et le climat méditerranéen et est dans la région climatique  Provence, Languedoc-Roussillon, caractérisée par une pluviométrie faible en été, un très bon ensoleillement (2 600 h/an), un été chaud (21,5 °C), un air très sec en été, sec en toutes saisons, des vents forts (fréquence de 40 à 50 % de vents > 5 m/s) et peu de brouillards. 
Pour la période 1971-2000, la température annuelle moyenne est de 12,9 °C, avec une amplitude thermique annuelle de 17,1 °C. Le cumul annuel moyen de précipitations est de 764 mm, avec 6,2 jours de précipitations en janvier et 3,3 jours en juillet. Pour la période 1991-2020, la température moyenne annuelle observée sur la station météorologique de Météo-France la plus proche, « Murs », sur la commune de Murs à 12 km à vol d'oiseau, est de 13,3 °C et le cumul annuel moyen de précipitations est de 757,8 mm. 
La température maximale relevée sur cette station est de 42,4 °C, atteinte le 28 juin 2019 ; la température minimale est de −13,2 °C, atteinte le 12 février 2012,,. 
Les paramètres climatiques de la commune ont été estimés pour le milieu du siècle (2041-2070) selon différents scénarios d'émission de gaz à effet de serre à partir des nouvelles projections climatiques de référence DRIAS-2020. Ils sont consultables sur un site dédié publié par Météo-France en novembre 2022.

#### Le mistral
Dans cette commune qui produit des ventoux (AOC), aucun vigneron ne se plaint du mistral, même violent, car celui-ci a des avantages bénéfiques pour le vignoble. Appelé le « manjo-fango », le mangeur de boue, il élimine toute humidité superflue après les orages, préserve les vignes de nombre de maladies cryptogamiques, les débarrasse d'insectes parasites et dégage le ciel en lui donnant sa luminosité. Le mont Ventoux, grâce à ses 1 910 m, protège des excès de violence du mistral les villages érigés à sa base. Plus sournois et violent est le « marin » qui apporte l'humidité.

### Hydrographie
La commune est arrosée par l'Auzon, un petit ruisseau souvent à sec, mais pouvant devenir furieux lors de grosses précipitations. Il se jette dans la Sorgue après une trentaine de km.

## Urbanisme

### Typologie
Au 1er janvier 2024, Villes-sur-Auzon est catégorisée bourg rural, selon la nouvelle grille communale de densité à sept niveaux définie par l'Insee en 2022.
Elle est située hors unité urbaine. Par ailleurs la commune fait partie de l'aire d'attraction de Carpentras, dont elle est une commune de la couronne,. Cette aire, qui regroupe 21 communes, est catégorisée dans les aires de 50 000 à moins de 200 000 habitants,.

### Occupation des sols
L'occupation des sols de la commune, telle qu'elle ressort de la base de données européenne d’occupation biophysique des sols Corine Land Cover (CLC), est marquée par l'importance des forêts et milieux semi-naturels (70,2 % en 2018), une proportion sensiblement équivalente à celle de 1990 (70,4 %). La répartition détaillée en 2018 est la suivante : 
forêts (57,9 %), cultures permanentes (24,2 %), milieux à végétation arbustive et/ou herbacée (12,4 %), zones agricoles hétérogènes (3 %), zones urbanisées (2,6 %). L'évolution de l’occupation des sols de la commune et de ses infrastructures peut être observée sur les différentes représentations cartographiques du territoire : la carte de Cassini (XVIIIe siècle), la carte d'état-major (1820-1866) et les cartes ou photos aériennes de l'IGN pour la période actuelle (1950 à aujourd'hui).

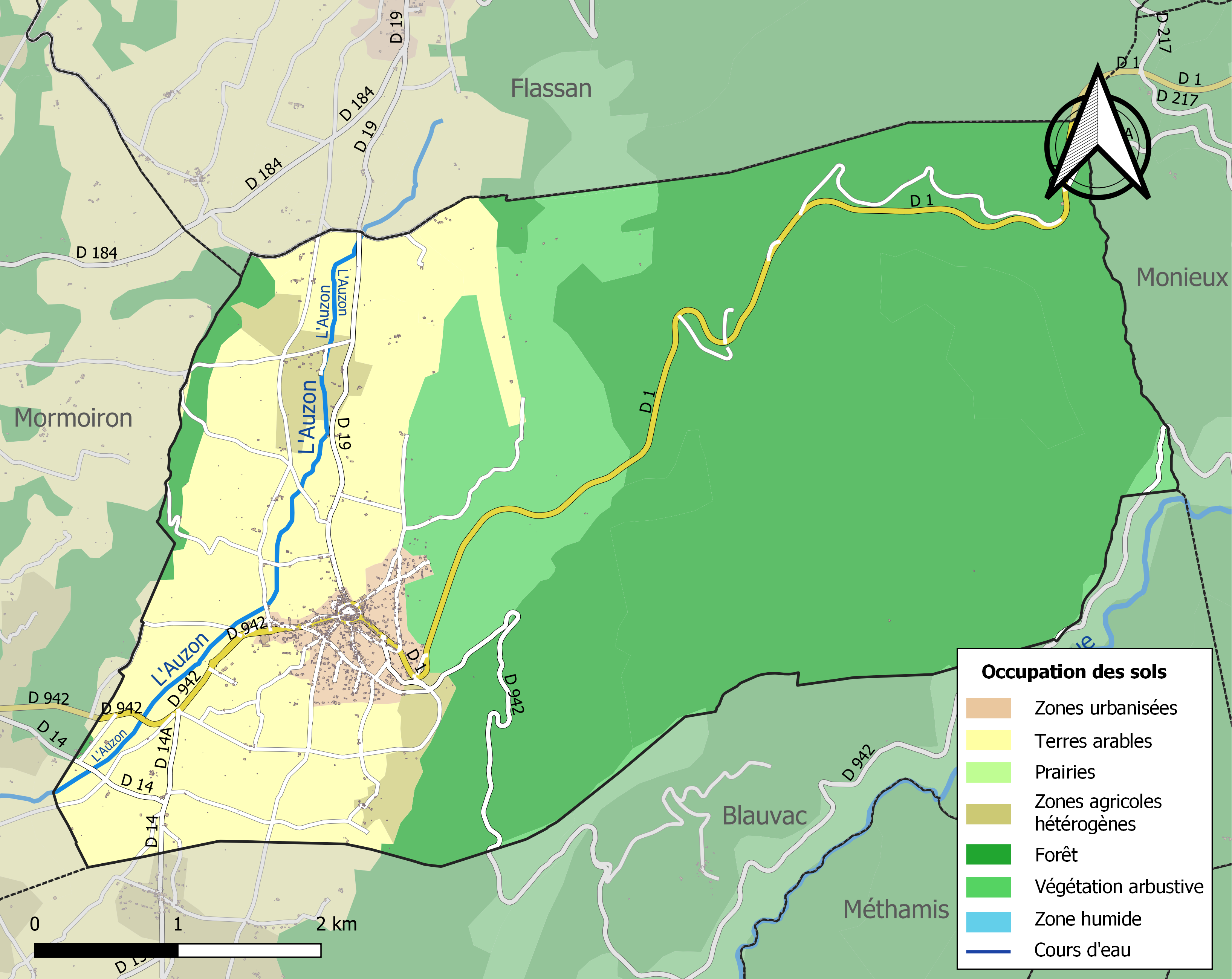
Carte des infrastructures et de l'occupation des sols de la commune en 2018 (CLC).

## Histoire

### Préhistoire
Les plus anciens témoignages de la présence humaine sur Villes (bifaces, racloirs) datent du paléolithique inférieur et moyen. Proche des zones d'extraction de la matière première, des industries fabriquant un outillage de silex se sont développées, ici, dans la plaine. Le matériel retrouvé et glané, au fil des décennies, montre l'importance et l'activité de ces ateliers de taille (Clos de Gâche, Sablons, gisements des Aubes).

### Antiquité
De nombreuses « villae » (domaines agricoles) et moulin à blé jalonnaient le vallon, riche en blé de grande qualité vanté par Pline. Les agriculteurs d'aujourd'hui, en faisant les labours, déterrent parfois des restes de tegulae (tuiles) ou fragments d'amphores. Une meule et sa molette, trouvées au Puy de Villes, sont conservées au Musée de Mormoiron.
Le nom de Villes, au pluriel, vient de cette période par référence à ces domaines agricoles gallo-romains, dénommés villae.

### Moyen Âge
La première mention du village apparait au XIIIe siècle sous la forme de Villa. Le village est fortifié sous la demande du comte de Toulouse, des remparts le protègent. Dès cette date, plusieurs co-seigneurs se partagent le fief ; au fil du XIVe, cette co-seigneurie devint la possession des seuls évêques de Carpentras et le restera jusqu'en 1790.
L'identité des premiers vignerons du Ventoux nous est connue par un acte déposé aux archives secrètes du Vatican faisant mention de l’entrée à Carpentras, en 1376, de Guillaume III Roger de Beaufort, le nouveau recteur du Comtat Venaissin. Pour les agapes qui suivirent, deux ressortissants du village, Jean Guibanne et son confrère Jean Guisinelle, fournirent respectivement environ 460 litres de vin rouge et 385 litres de vin blanc.
Dans la galerie des cartes géographiques au Vatican, on peut voir la représentation de Villes, ainsi que les villages voisins (d'après les cartons d'Ignazio Danti).

### Renaissance
En 1414, lorsque les États du Comtat Venaissin font dresser leur premier cadastre, les communes qui ont le plus de pieds de vigne sont Carpentras, Aubignan, Bédoin, La Roque-sur-Pernes, le Beaucet. Villes, en 6e position, a beaucoup de pieds de vignes mais possède 4 fois plus de terres de labours.
En 1562, le baron des Adrets saccage par deux fois le territoire et détruit le monastère des Bénédictins qui desservaient le village pour les offices.

### Période moderne
Pendant cinq siècles, Villes demeure un fief de l'évêque de Carpentras, dans le Comtat Venaissin sous l'autorité du Pape. En 1790, Villes rédige son cahier de Doléances, en 1791 renouvelle son allégeance à Rome envers et contre tous, et finalement accepte le rattachement à la France le 14 septembre 1791.
Le 12 août 1793 fut créé le département de Vaucluse, constitué des districts d'Avignon et de Carpentras, mais aussi de ceux d'Apt et d'Orange, qui appartenaient aux Bouches-du-Rhône, ainsi que du canton de Sault, qui appartenait aux Basses-Alpes.

### Période contemporaine
Outre le pastoralisme important et la sériciculture (vers à soie), Villes connait une ère de prospérité au XIXe siècle avec les richesses tirées de la forêt, des truffes et de l'industrie minière par l'exploitation des ocres, exploitation bien antérieure à celle de Gargas.
On recense 46 soldats « Morts pour la France » durant la guerre de 1914-1918 et cela accentue la dépopulation déjà amorcée.
Le 9 juin 1918, la commune de Villes devient Villes-sur-Auzon.
En 1900, pour la première fois apparait l’appellation côtes-du-ventoux. Ce baptême a lieu pour un repas de noce. Sur le menu est calligraphié vins des Côtes du Ventoux et des Crans. Ces vins sont tous millésimés et datés de 1870, 1890 et 1895, soit des vins vieux de 5 à 30 ans. C'est à partir de 1939, que les vignerons du secteur constituent un syndicat des vins du Ventoux. Grâce à leur action, leurs vins sont classés en vin Délimité de Qualité Supérieure (VDQS) dès 1953 puis accèdent enfin à l’AOC le 27 juillet 1973.

### Héraldique
| Villes-sur-auzon | Les armes peuvent se blasonner ainsi : D'azur à l'agneau pascal d'argent, la tête contournée, portant une croix du même soutenant d'une bannière aussi d'argent chargée d'une croisette de gueules, accompagné au premier canton d'un flanchis d'argent. |

## Politique et administration
| Période | Période  | Identité                                | Étiquette | Qualité |
| ------- | -------- | --------------------------------------- | --------- | ------- |
| 2020    | en cours | Frédéric Rouet                          | Sans      |         |
| 2014    | 2020     | Frédéric Rouet                          | DVG       |         |
| 2008    | 2014     | Robert Dufour                           |           |         |
| 2001    | 2008     | Guy Viau / Odette Boyac / Robert Dufour |           |         |
| 1995    | 2001     | Guy Viau                                |           |         |
| 1977    | 1995     | Jean Courbet                            |           |         |

## Démographie
L'évolution du nombre d'habitants est connue à travers les recensements de la population effectués dans la commune depuis 1793. Pour les communes de moins de 10 000 habitants, une enquête de recensement portant sur toute la population est réalisée tous les cinq ans, les populations de référence des années intermédiaires étant quant à elles estimées par interpolation ou extrapolation. Pour la commune, le premier recensement exhaustif entrant dans le cadre du nouveau dispositif a été réalisé en 2007.

En 2022, la commune comptait 1 292 habitants, en évolution de −0,92 % par rapport à 2016 (Vaucluse : +1,73 %, France hors Mayotte : +2,11 %).
| 1793  | 1800  | 1806  | 1821  | 1831  | 1836  | 1841  | 1846  | 1851  |
| ----- | ----- | ----- | ----- | ----- | ----- | ----- | ----- | ----- |
| 1 336 | 1 269 | 1 337 | 1 369 | 1 485 | 1 502 | 1 515 | 1 545 | 1 567 |

| 1856  | 1861  | 1866  | 1872  | 1876  | 1881  | 1886  | 1891  | 1896  |
| ----- | ----- | ----- | ----- | ----- | ----- | ----- | ----- | ----- |
| 1 519 | 1 503 | 1 415 | 1 336 | 1 355 | 1 261 | 1 228 | 1 172 | 1 103 |

| 1901  | 1906  | 1911  | 1921 | 1926 | 1931 | 1936 | 1946 | 1954 |
| ----- | ----- | ----- | ---- | ---- | ---- | ---- | ---- | ---- |
| 1 089 | 1 073 | 1 054 | 900  | 797  | 802  | 817  | 717  | 710  |

| 1962 | 1968 | 1975 | 1982 | 1990 | 1999  | 2006  | 2007  | 2012  |
| ---- | ---- | ---- | ---- | ---- | ----- | ----- | ----- | ----- |
| 768  | 769  | 771  | 767  | 915  | 1 030 | 1 221 | 1 249 | 1 297 |

| 2017  | 2022  | - | - | - | - | - | - | - |
| ----- | ----- | - | - | - | - | - | - | - |
| 1 287 | 1 292 | - | - | - | - | - | - | - |

La commune de Villes a connu l'apogée de sa population en 1851 avec 1 567 habitants, chiffre jamais égalé depuis lors. L'exode rural, la guerre de 14, la fin de l'exploitation de l'ocre ont accéléré la déprise humaine jusqu'en 1950 avec seulement 706 habitants. Depuis la population ne cesse d'augmenter, malgré un léger ralentissement ces dernières années.

## Économie

### Agriculture
Au XXe siècle les terres sableuses des coteaux ont porté du maraîchage (asperges, oignons…) tandis que la vigne était vouée à la production de raisins de table, notamment le Gros Vert qui a fait, un temps, la richesse du pays avec son grand marché quotidien en saison. Aujourd'hui, l'arboriculture de cerisiers (sous l'appellation « Monts de Venasque ») et la viticulture occupent les activités des agriculteurs comme la production de raisin de table, commercialisée sous le label « Muscat du Ventoux ».
Les vignerons produisent l'AOC ventoux. La cave coopérative TerraVentoux est née de la fusion dans les années 2000 de la cave de la commune « La Montagne Rouge » avec celle des « Roches Blanches » de Mormoiron.

### Tourisme
La plaine du comtat bénéficie de l'attrait touristique qu'engendre l'histoire de ses villages, la présence du mythique Mont Ventoux pour les amoureux de cyclisme et de nature, la proximité des gorges de la Nesque, la richesse de son terroir viticole (œnotourisme en plein développement) et bien sûr son ensoleillement.

### Commerce
Dans le village se trouvent plusieurs commerces (alimentation, droguerie, salon de coiffure, quincaillerie), des bars et cafés assurant la petite restauration ainsi que plusieurs restaurants. De nombreux artistes, artisans ou musiciens ont élu domicile dans ce village (facteurs de flûte, de guitare, mais aussi bijouterie d'art, mosaïste ou maroquinerie).

## Culture et patrimoine

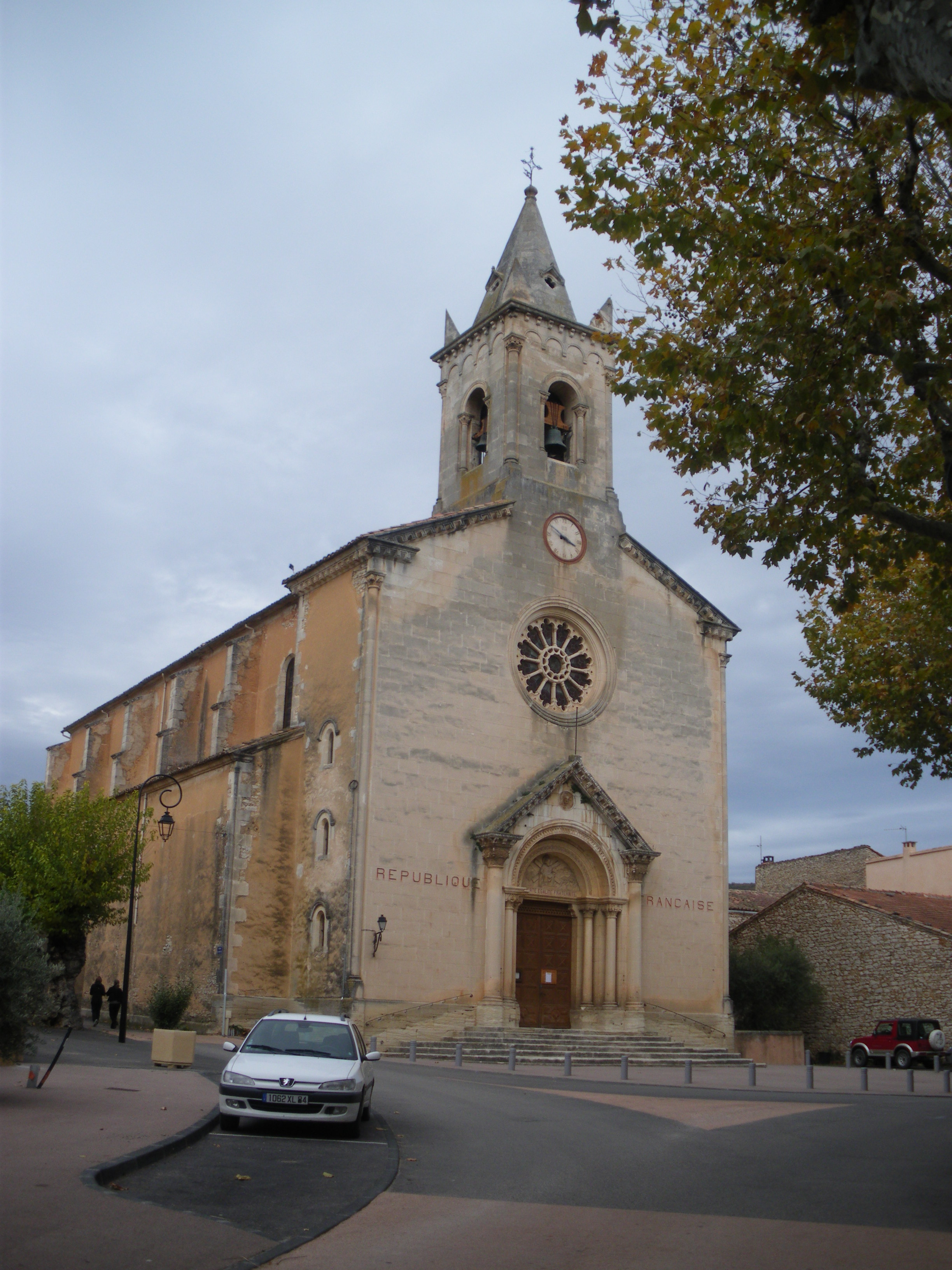
Église.

- Église paroissiale[30] Saint-André qui a remplacé en 1854, l'église primitive située au cœur du village. Curieusement, sur la façade du bâtiment sont gravés les mots « République Française » de part et d'autre de l'entrée, et sous le tympan, le linteau porte la devise « Liberté Égalité Fraternité », à la suite d'une décision municipale de 1891.
- Chapelle Notre-Dame-de-Miséricorde, haut-lieu de pélérinage régional aux XVIIe et XVIIIe siècles[31].
- Vestiges des remparts, dont les pierres sont agencées en "opus spicatum"
- Grand Portail érigé en 1734 remplace la vieille porte médiévale avec son pont-levis qui enjambait les douves, aujourd'hui comblées
- Plusieurs fontaines, deux de style comtadins, vasque et demie vasque du XVIIIe siècle et deux fontaines à colonnes du XIXe avec leur bassin ainsi que les fontaines de quartier[32]
- Monument aux morts[33].
- Bibliothèque et médiathèque René Seyssaud, très dynamique, organise aussi des expositions et accueille les auteurs plusieurs fois dans l'année[34].
- Patrimoine faunistique et floristique : Villes-sur-Auzon élue capitale de la Région Sud de la biodiversité en 2019

## Équipements ou Services

### Enseignement
Une école communale accueille les enfants de la commune jusqu'à l'entrée en 6e. Le collège se trouve à Mazan et les lycées (classique ou d'enseignement professionnel) à Carpentras.

### Sports
Un espace de skate- bord, de roller, ainsi que la pratique de l'escalade. Un site de 77 voies est équipé, dans le respect des normes environnementales, dans la combe de l'Ermitage. Il y a aussi un petit plan d'eau communal sur la route de Flassan, qui est consacré à la pêche et qui est réglementé.
Le cadre des monts de Vaucluse et des proches gorges de la Nesque sont propices aux randonnées pédestres, cyclo-touristiques, VTT et moto.

### Santé
2 médecins et 3 infirmiers, une kinésithérapeute, un ostéopathe, une psychologue clinicienne, mais hélas pas de pharmacie. Les spécialistes, hôpitaux et cliniques se trouvent sur Carpentras.

## Vie locale
Festival de jazz depuis 2004, dernière semaine de juillet et première semaine d'aout. Fête du raisin "Muscat des terrasses du Ventoux" en septembre et la Fête du bois en novembre, organisés par le Comité des Fêtes.

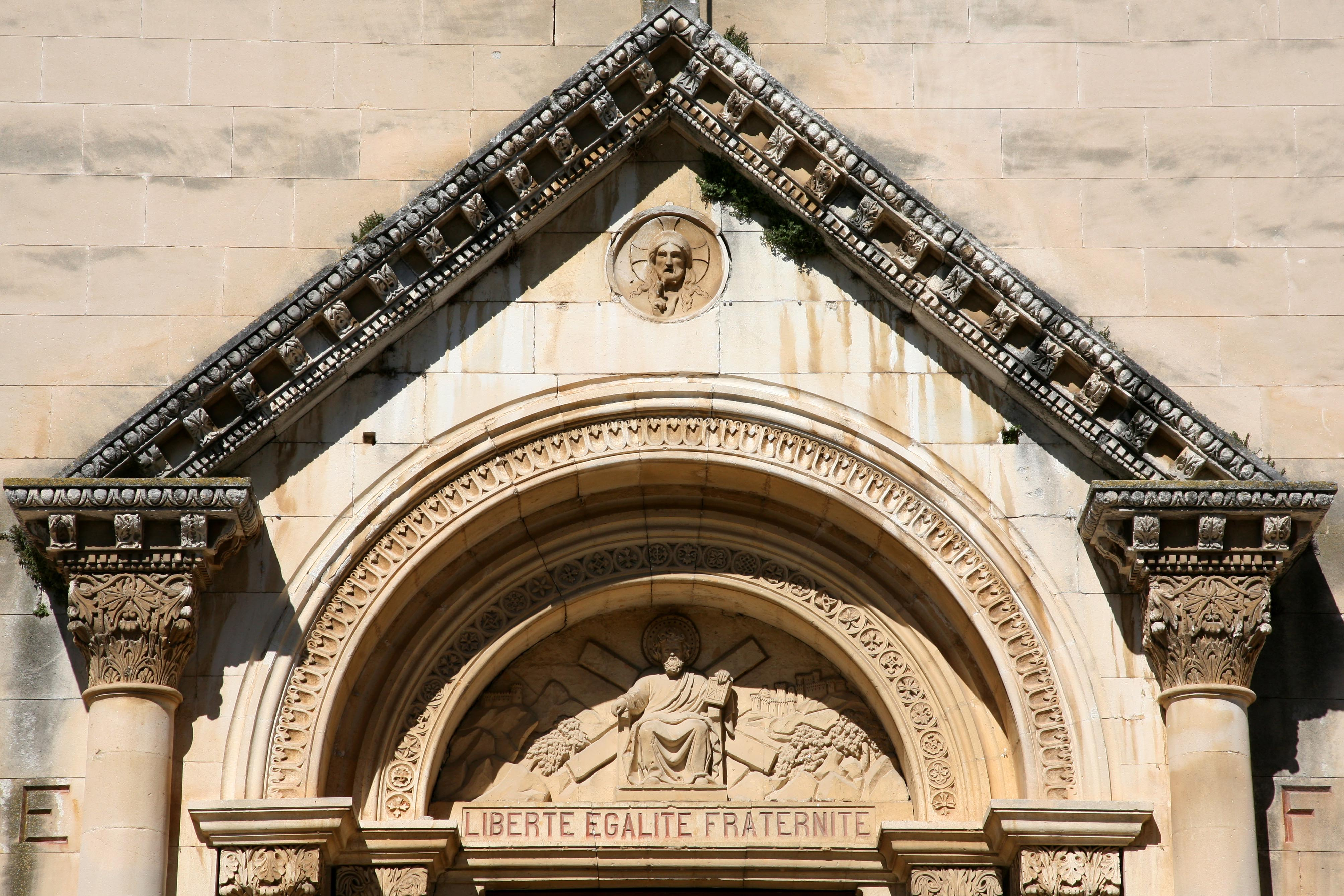
Le linteau porte la devise "Liberté Égalité Fraternité".

Foyer rural très actif.

### Cultes
Catholique, paroisse Sainte-Croix du Ventoux (très belle église paroissiale Saint-André avec son inscription).

### Environnement
La déchetterie située à 2 km du centre du village, est gérée par CCVS communauté de communes Ventoux Sud.

## Personnalités liées à la commune
- Patrie de Prosper de Tournefort (1761-1844), enfant du pays, avocat et député aux États du Venaissin, a contribué dans les tout premiers mois, à l'élaboration de la Constitution 1789. Après un exil en Italie, il demande la prêtrise, nommé à Lyon, Beauvais, Compiègne devient évêque de Limoges en 1824.
- René Seyssaud (1867 - 1952), peintre de la vie paysanne d'ici. Il exalte la nature par la vivacité de sa palette : les roses du sainfoin, le rouge des champs de coquelicots, les verts tourmentés de oliviers.
- Alexandre Grothendieck (1928 - 2014), mathématicien, y vécut en 1986 .
- Les Juste parmi les nations de Villes-sur-Auzon :
  - Andréa Bézer[37],
  - René Bézer[38].